# Calumet (Oklahoma)
Calumet es un pueblo ubicado en el condado de Canadian en el estado estadounidense de Oklahoma. En el año 2010 tenía una población de 507 habitantes y una densidad poblacional de 153,64 personas por km².

## Geografía
Calumet se encuentra ubicado en las coordenadas 35°36′2″N 98°7′13″O / 35.60056, -98.12028 (35.600454, -98.120409).

## Demografía
Según la Oficina del Censo en 2000 los ingresos medios por hogar en la localidad eran de $33,571 y los ingresos medios por familia eran 37,679. Los hombres tenían unos ingresos medios de $24,773 frente a los $19,167 para las mujeres. La renta per cápita para la localidad era de $11,589. Alrededor del 14.2% de la población estaban por debajo del umbral de pobreza.